# Stictopisthus adamanteus
Stictopisthus adamanteus är en stekelart som beskrevs av Dasch 1974. Stictopisthus adamanteus ingår i släktet Stictopisthus och familjen brokparasitsteklar. Inga underarter finns listade i Catalogue of Life.